# Pseudomaevia insulana aorai
Pseudomaevia insulana aorai is een spinnenondersoort in de taxonomische indeling van de springspinnen (Salticidae).
Het dier behoort tot het geslacht Pseudomaevia. De wetenschappelijke naam van de soort werd voor het eerst geldig gepubliceerd in 1942 door Lucien Berland.